# 高橋浩 (卓球選手)
高橋 浩（たかはし ひろし）は、日本の元卓球選手。現役時代は日本代表として活躍し、世界卓球選手権、アジア競技大会卓球競技、アジア卓球選手権でメダルを獲得した。国際卓球連盟世界ランキング最高位は4位。

## 経歴
高輪高校、慶應義塾大学卒業。シチズン時計に所属。
1963年度、マニラ (フィリピン) で開催されたアジア卓球選手権でシングルス、福島萬治と出場した男子ダブルス、団体でいずれも金メダル。
1964年度、ソウル (韓国) で開催されたアジア選手権でシングルスでは銅メダル、大橋紘明と出場した男子ダブルスで銀メダル、団体で木村興治、小中健、大橋らとともに金メダル。
1965年度、リュブリャナ (ユーゴスラビア) で行われた世界選手権シングルスは準々決勝で荘則棟 (中国)に0-3で敗退。荻村伊智朗と出場した男子ダブルスでは準々決勝で徐寅生 / 荘組 (中国) に1-3で敗退。山中教子と組んだ混合ダブルスでは準々決勝で張燮林 / 林慧卿組 (中国) に0-3で敗退。団体は荻村、木村、小中、野平孝雄とともに銀メダル。世界ランキング4位。
1966年度、バンコク (タイ)で開催された第6回アジア競技大会では三木圭一と出場した男子ダブルスで金メダル。団体でも木村、長谷川信彦、三木とともに金メダル。全日本卓球選手権大会ではシングルス決勝で長谷川に0-3で敗れ準優勝。
1968年度、全日本社会人卓球選手権シングルスで優勝。